# Киртен
Киртен (њем. Kürten) општина је у њемачкој савезној држави Северна Рајна-Вестфалија. Једно је од 8 општинских средишта округа Рајниш-Бергиш. Према процјени из 2010. у општини је живјело 19.817 становника. Посједује регионалну шифру (AGS) 5378012.

## Географски и демографски подаци
Киртен се налази у савезној држави Северна Рајна-Вестфалија у округу Рајниш-Бергиш. Општина се налази на надморској висини од 150 – 300 метара. Површина општине износи 67,4 km². У самом мјесту је, према процјени из 2010. године, живјело 19.817 становника. Просјечна густина становништва износи 294 становника/km².

## Међународна сарадња
| Мјесто         | Држава  | Врста сарадње | Од    |
| -------------- | ------- | ------------- | ----- |
| Роденго Сајано | Италија | партнерство   | 2007. |
| Извор          |         |               |       |